# Timmy Trumpet

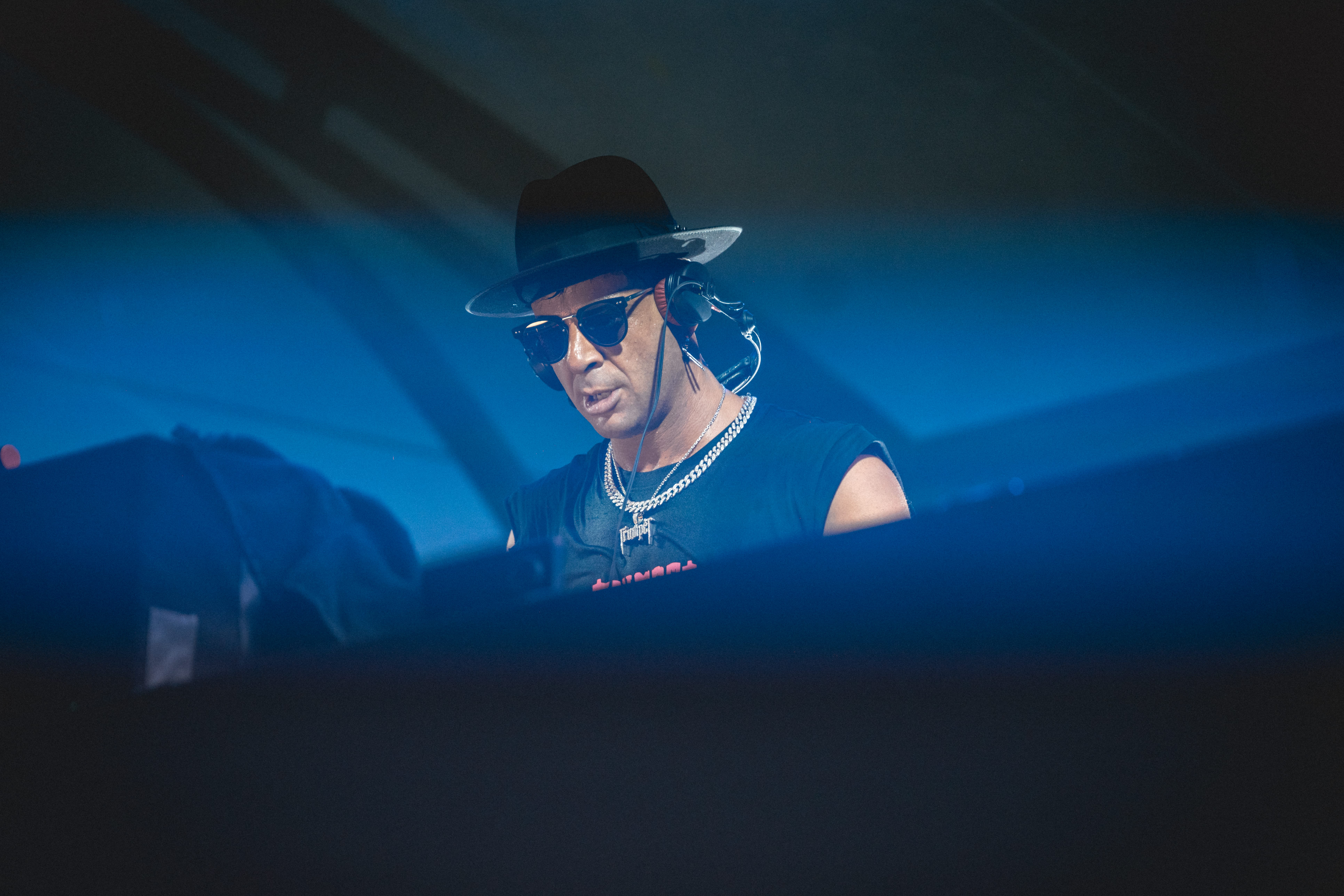
Timmy Trumpet auf dem Glücksgefühle Festival im Jahr 2023

Timmy Trumpet (* 9. Juni 1982 in Sydney; eigentlicher Name Timothy Jude Smith) ist ein australischer DJ aus Sydney, der insbesondere durch das Lied Freaks im Jahr 2014 Bekanntheit erlangte.
Trumpet begann früh mit dem Trompetenspiel, das ihm von seinem Vater beigebracht wurde. Er ist laut der DJ Mag Top 100 derzeit die Nummer 5 der besten DJs der Welt.

## Biografie

### Bis 2010: Musikalische Anfänge
Tim Smith lernte in seiner Kindheit Trompete spielen. Mit 13 bekam er eine Auszeichnung als bester Nachwuchsmusiker und eine Ausbildung am Sydney Conservatorium of Music, wo er vom Leiter des Sydney Symphony Orchestra persönlich unterrichtet wurde. Neben der klassischen Musik entwickelte er auch eine große Leidenschaft für Jazz und für die Improvisation. Mit 14 Jahren ging er mit James Morrison und einer Australian All-Star Band auf Europatournee und trat unter anderem beim Montreux Jazz Festival und dem North Sea Jazz Festival auf.
Smith improvisierte mit der Trompete nicht nur im Jazz und zur aktuellen Popmusik – als er für sich die House-Musik entdeckte, baute er auch dort das Instrument ein. Nachdem er selbst das erste Mal als DJ aufgelegt hatte, beschloss er, das zu seinem Beruf zu machen. Trompeten-Samples wurden dabei bei seinen eigenen Produktionen ab 2009 zu seinem Markenzeichen, auch spielt er bei seinen DJ-Auftritten live Trompete. Er entwickelte außerdem eine App, mit der man mit dem Smartphone eine Trompete simulieren kann. Im Jahr 2010 gehörte Timmy Trumpet bereits zu den Top-10-DJs in Australien.

### 2010 bis 2014: Internationale Bekanntheit & Durchbruch
Er wurde Bestandteil einer populären TV-Reality-Show der Stafford Brothers und begann sich auch international einen Namen zu machen. Auftritte von Miami über Ibiza bis nach Thailand folgten. Internationale Stars wie Armin van Buuren, Dizzee Rascal und Fatboy Slim buchten ihn für ihr Tourprogramm und arbeiteten mit ihm zusammen. Seine Produktionen wie Trrrumpet und Melbournia (mit Chardy) wurden zu Erfolgen in den Dance-Charts. Bis 2014 stieg er zur Nummer 2 der DJs in Australien auf.
Bereits im April 2014 hatte Timmy Trumpet das Stück Freaks veröffentlicht, das auch in die untere Hälfte der australischen Top 100 kam. Mitte des Jahres nahm er das Lied noch einmal zusammen mit dem neuseeländischen Rapper Savage auf. In dieser Version stieg das Lied noch einmal in die Top 10, es erreichte Platz 3 und mittlerweile 7-fach-Platin. In den Dance-Charts stand es 16 Wochen an der Spitze. In Neuseeland erreichte Freaks im November sogar Platz 1 und hielt sich dort fünf Wochen. Anschließend wurde das Lied auch in Europa veröffentlicht und konnte sich unter anderem in Frankreich und Schweden ebenfalls in den offiziellen Charts platzieren.
Parallel zu Freaks erschien das Lied The Buzz, das mit dem australischen DJ-Duo New World Sound aufgenommen wurde. Das Lied war in dem Soundtrack des Filmes Dirty Grandpa zu hören. Kurz darauf erschien das Lied Nightmare, das ebenfalls in die australischen Single-Charts einstieg. Auf dem Stil von Freaks basierend produzierte er gemeinsam mit dem DJ Chardy, mit dem er bereits eine Reihe an Liedern aufnahm, den Track Hipsta, der den Erfolg in Australien fortführte. Zusammen mit dem Rapper-Duo The Bondi Hipsters erschienen eine Vocal-Version und auch ein Musikvideo des Songs.

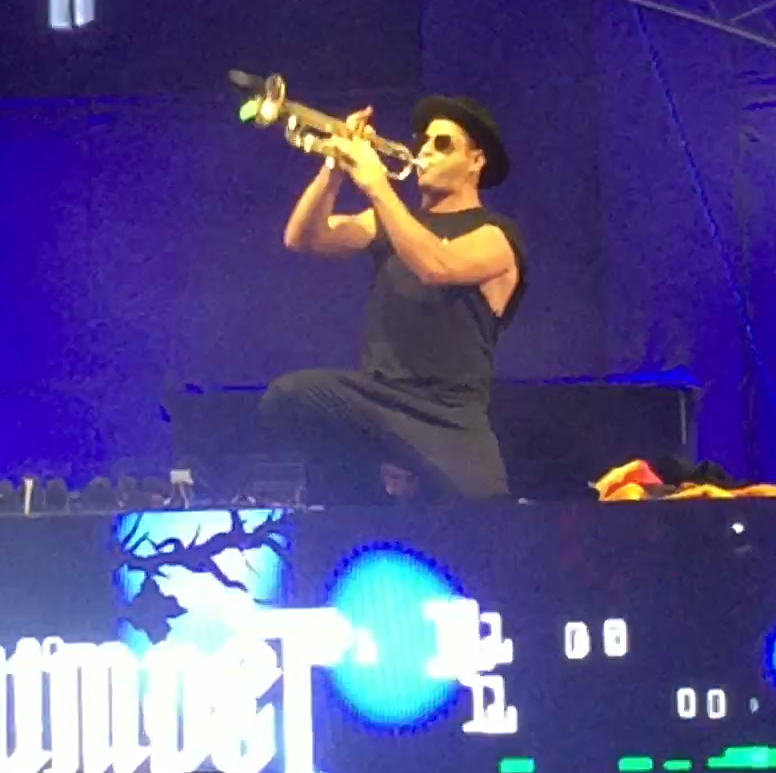
Timmy Trumpet beim Airbeat One Festival 2017

### 2015 bis 2016: Etablierung in der EDM-Szene
Zwischen Ende 2014 und Anfang 2015 entstand das Lied Toca. Hierbei handelt es sich um eine Zusammenarbeit mit dem Trap-Produzenten Carnage und zu dem Zeitpunkt sehr gehypten Produzenten KSHMR. Toca erhielt starkes positives Feedback und wurde gerade für den markanten Wiedererkennungswert der drei unterschiedlichen Musiker gelobt. Das offizielle Musikvideo zeigt Carnage und Trumpet während ihrer gemeinsamen Tour durch Australien. Die Nummer produzierten die beiden DJs über den derzeit nur hochklassigen Produzenten zugänglichen Dienst „Stems“ von Native Instruments. KSHMR agierte bei dem Lied lediglich als Sounddesigner in seinem Studio in Los Angeles.
Mantra erschien als Free-Download im Dezember 2015. Für Aufmerksamkeit sorgte zudem auch ein Rework des niederländischen Star-DJs Laidback Luke. Parallel arbeitete er an einer zweiten Kollaboration mit Carnage. Diese erschien im Juli 2016 in einem für beide Produzenten ungewöhnlichen Gewand. Psy or Die lässt sich titelentsprechend in den Bereich der Psychedelic-Trance-Musik einordnen, die zum Zeitpunkt der Veröffentlichung starke Beliebtheit genoss. Der Track konnte in den Beatport-Charts bis auf Platz sechs vorrücken.
Im Spätsommer 2016 erschienen die beiden langerwarteten Lieder Collab Bro und Party Till We Die. Collab Bro wurde bereits im Frühjahr des Jahres angekündigt und entstand in Zusammenarbeit mit Newcomer Angemi. Prämiert wurde es ebenfalls Monate vor Release von Blasterjaxx in ihrem Podcast „Maxximize on Air“, in dessen Verbindung das Lied auch über ihr Plattenlabel „Maxximize Records“. Party Till We Die wurde bereits 2014 von Kollaborations-Partner MAKJ prämiert und wurde von Fans mit Spannung erwartet. Nachdem sich aber keiner der Künstler zu dem Lied äußerte und dies auch nicht mehr Bestandteil ihrer Sets war, wurde davon ausgegangen, dass dieses keine Veröffentlichung erfahren würde. In einer Neuversion mit Vocals von Andrew W.K erschienen im Sommer 2016 erste Previews aus verschiedenen Social-Media-Profilen der Musiker. Sie kündigten an, dass sie den Song definitiv veröffentlichen wollen. Falls sie kein Plattenlabel finden würden, welches an der Veröffentlichung interessiert sei, wollen sie Party Till We Die als kostenlosen Download zur Verfügung stellen. Im September 2016 kam der Track als Single über „Spinnin’ Records“ heraus.

### 2017: Future-Bass und Psy-Trance
Nachdem die bereits vor längerer Zeit produzierten und entsprechend Big-Room-lastigen Lieder veröffentlicht wurden, widmete er sich mit seiner nächsten Produktion wieder dem Psy-Trance-Stil: Oracle erschien im Dezember 2016 und wurde von Fans für die kreative Gestaltung durch den Einfluss seiner EDM-Grundlagen gelobt. Im Februar 2017 veröffentlichte Trumpet zusammen mit Trap-Produzenten Quilnez das Lied Satellites. Dieses stellt seine erste Future-Bass-Produktion dar.
Al Pacino, produziert in Zusammenarbeit mit Krunk!, wurde im Frühjahr 2017 veröffentlicht. Punjabi mit Dimatik folgte im Sommer 2017 auf KSHMRs neu gegründetem Plattenlabel „Dharma Records“. Hier kombinierten sie Elemente aus dem Psy-Trance und dem Hardstyle. Der Titel verbuchte den Produzenten eine Platzierung in den australischen Single-Charts. Im Herbst 2017 veröffentlichte Trumpet zum einen das Lied Narco, das gemeinsam mit dem Big-Room-Duo Blasterjaxx entstand, zum anderen ein Follow-Up zu seinem kommerziellen Durchbruch Freaks, das den Titel Deja-Vu trägt. Hier wirkte auch wie beim Vorgänger Rapper Savage mit.

### 2018: The Underground
Am 22. Januar 2018 veröffentlichte Timmy Trumpet gemeinsam mit dem niederländischen DJ und Produzenten Hardwell das Lied The Underground, das bereits beim Ultra Music Festival Europe im Vorjahr prämiert wurde. Das Lied schloss an die vorhergegangenen Big-Room-Singles an und entwickelte sich – trotz seiner Platzierung auf einer EP – zu einem Festival-Erfolg und sammelte auch auf Spotify hohe Aufrufzahlen. Bis Ende des Jahres war der Song Teil der Sets unterschiedlichster DJs, darunter der Chainsmokers, SayNyName oder Oliver Magenta.
Am 12. März 2018 folgte eine weitere Psy-Trance-Single. Diese entstand mit dem israelischen DJ-Duo Vini Vici, welches maßgeblich am Hype jenes Genres beteiligt war. Der Song trug den Titel !00 und enthält als zusätzliches Feature Symphonic, hinter dem sich ein irisches Produzententeam, das überwiegend für Film- und Werbemusik aktiv ist, verbirgt. Einen Monat später folgte der Song Flamenco, der stilistisch an den Vorgänger anschloss. Beteiligt an dem Titel war außerdem italienische DJ-Duo Jetfire sowie Rage.
Die Single Toro wurde Ende Juni 2018 veröffentlicht. An der Entstehung des Liedes war neben Trumpet auch der mexikanische DJ und Produzent Junkie Kid, dessen Stil eine Mischung aus Big-Room und Hardstyle abdeckt. In eben diesem Stil wurde auch Toro gestaltet. Eine Woche später folgte Booty Shake, eine Produktion, die mit dem aus Moldau stammenden Musiker Max Vangeli aufgenommen wurde. Kurz darauf erschien die Single Scarborough Fair, eine Mischung aus Hardstyle und Psy-Trance. Produziert wurde die Coverversion des Simon-&-Garfunkel-Klassikers gemeinsam mit den italienischen Produzenten Technoboy und Tuneboy alias T.N.T.
Eine erste kommerzielle Single seit dem Song Deja Vu aus dem Vorjahr veröffentlichte Trumpet am 9. August 2018. Diese trägt den Titel Trumpets und enthält Vocals der niederländischen DJ und MC Lady Bee, die unter anderem mit Hardwell, Laidback Luke und Sidney Samson zusammengearbeitet hat. Die vom Moombahton beeinflusste Produktion feierte Premiere beim Airbeat One Festival in Deutschland. Im Gegensatz zu den Vorgängern wurde hier das offizielle Musikvideo nicht animiert, sondern zeigt den Künstler selber. Charterfolge konnten Trumpet und Bee nicht landen.
Am 7. September 2018 veröffentlichte der Australier das Lied Attention. Das Psy-Trance-Big-Room-Crossover wurde in Zusammenarbeit mit dem niederländischen DJ Julian Jordan produziert und über dessen Plattenlabel „GoldKit Records“ veröffentlicht.

## Diskografie

### Studioalben
| Jahr | Titel Musiklabel          | Anmerkungen                            |
| ---- | ------------------------- | -------------------------------------- |
| 2020 | Mad World Smash The House | Erstveröffentlichung: 4. Dezember 2020 |

### Singles
| Jahr | Titel Album         | Höchstplatzierung, Gesamtwochen, AuszeichnungChartplatzierungen (Jahr, Titel, Album, Platzierungen, Wochen, Auszeichnungen, Anmerkungen) | Höchstplatzierung, Gesamtwochen, AuszeichnungChartplatzierungen (Jahr, Titel, Album, Platzierungen, Wochen, Auszeichnungen, Anmerkungen) | Höchstplatzierung, Gesamtwochen, AuszeichnungChartplatzierungen (Jahr, Titel, Album, Platzierungen, Wochen, Auszeichnungen, Anmerkungen) | Höchstplatzierung, Gesamtwochen, AuszeichnungChartplatzierungen (Jahr, Titel, Album, Platzierungen, Wochen, Auszeichnungen, Anmerkungen) | Höchstplatzierung, Gesamtwochen, AuszeichnungChartplatzierungen (Jahr, Titel, Album, Platzierungen, Wochen, Auszeichnungen, Anmerkungen) | Höchstplatzierung, Gesamtwochen, AuszeichnungChartplatzierungen (Jahr, Titel, Album, Platzierungen, Wochen, Auszeichnungen, Anmerkungen) | Anmerkungen                                                                |
| Jahr | Titel Album         | AT | CH | UK | Dance | AU | NZ | Anmerkungen                                                                |
| ---- | ------------------- | --- | --- | --- | --- | --- | --- | -------------------------------------------------------------------------- |
| 2014 | Freaks –            | — | CH73 (1 Wo.)CH | UK11 Silber · (5 Wo.)UK | Dance32 Platin · (15 Wo.)Dance | AU3 ×9Neunfachplatin · (29 Wo.)AU | NZ1 ×5Fünffachplatin · (28 Wo.)NZ | Erstveröffentlichung: 1. September 2014 mit Savage                         |
| 2014 | Nightmare –         | — | — | — | — | AU26 (3 Wo.)AU | — | Erstveröffentlichung 13. Oktober 2014                                      |
| 2015 | Hipsta –            | — | — | — | — | AU34 (3 Wo.)AU | — | Erstveröffentlichung: 23. Februar 2015 mit Chardy feat. The Bondi Hipsters |
| 2016 | Party Till We Die – | — | — | — | — | AU46 (1 Wo.)AU | — | Erstveröffentlichung: 30. September 2016 mit Makj feat. Andrew W.K.        |
| 2017 | Punjabi –           | AT74 (1 Wo.)AT | — | — | — | — | — | Erstveröffentlichung: 25. September 2017 mit Dimatik                       |
| 2017 | Narco –             | — | — | — | Dance13 (4 Wo.)Dance | — | — | Erstveröffentlichung: 13. November 2017 mit Blasterjaxx                    |
| 2019 | World At Our Feet – | AT61 (1 Wo.)AT | — | — | — | — | — | Erstveröffentlichung: 10. Mai 2019                                         |
| 2021 | Distant Memory –    | — | — | — | Dance44 (1 Wo.)Dance | — | — | Erstveröffentlichung: 12. März 2021 mit R3hab & W&W                        |
| 2021 | Stay Mine –         | — | — | — | Dance38 (2 Wo.)Dance | — | — | Erstveröffentlichung: 2. April 2021 mit Afrojack                           |
| 2021 | Stay Mine –         | — | — | — | Dance35 (1 Wo.)Dance | — | — | Erstveröffentlichung: 29. Juni 2021 Flo Rida feat. INNA & Timmy Trumpet    |

Weitere Singles
- 2009: Sunrise
- 2009: Nothing Between Us
- 2009: Sunset
- 2010: Tromba Ye Ye Ye (mit KCB)
- 2011: Trrrumpet
- 2011: Horny (mit Tenzin)
- 2012: Sassafras (mit Chardy)
- 2012: Hornpipe Fever (mit Juan Kidd & Jonathan Ulysses)
- 2013: Melbournia (mit Chardy)
- 2013: Brass & Titties
- 2013: Bleed (mit SCNDL)
- 2013: Snapback
- 2014: The Buzz (mit New World Sound)
- 2015: Toca (mit Carnage feat. KSHMR)
- 2015: Hipsta (mit Chardy feat. The Bondi Hipsters; Vocal-Version)
- 2015: ROMA (mit Will Sparks; Free-Track)
- 2015: Mantra (Free-Track)
- 2016: Psy or Die (mit Carnage)
- 2016: Collab Bro (mit Angemi)
- 2016: Any Where You Go (mit Nervo)
- 2016: Oracle
- 2017: Satellites (mit Quilnez)
- 2017: Al pacino (mit Krunk!)
- 2017: Deja-Vu (mit Savage)
- 2017: Take Your Call
- 2018: The Underground (mit Hardwell)
- 2018: 100 (mit Vini Vici feat. Symphonic)
- 2018: Flamenco (mit Jetfire feat. Rage)
- 2018: Toro (mit Junkie Kid)
- 2018: Booty Shake (mit Max Vangeli)
- 2018: Scarborough Fair (mit T.N.T.)
- 2018: Trumpets (feat. Lady Bee)
- 2018: Attention (mit Julian Jordan)
- 2018: The Prophecy (mit Maddix)
- 2018: Rockstar (mit Sub Zero Project feat. MC DV8)
- 2018: Mufasa (mit The Golden Army)
- 2019: Wassup (Listen to the Horns) (mit Kastra feat. Chuck Roberts)
- 2019: Metaphor (mit Alok)
- 2019: High (feat. Bliss n Eso & Lee Fields)
- 2019: Nah Nah! (mit Carnage)
- 2019: The People (mit KSHMR)
- 2019: Therapy (feat. Charlott Boss)
- 2019: Tricky Tricky (mit W&W & Will Sparks)
- 2019: Carnival (mit Mattn, Wolfpack & X-Tof)
- 2020: Dumb (feat. Charlott Boss)
- 2020: 911 (mit R3hab feat. Charlott Boss)
- 2020: Mars
- 2020: Diamonds
- 2020: Up & Down (mit Vengaboys)
- 2020: Project X (mit Sub Zero Project)
- 2020: Tarantino (mit Steve Aoki feat. Starx)
- 2020: Thunder (mit Vini Vici)
- 2020: Child Of The Devil (mit Jebroer & Dr Phunk)
- 2020: Mad World (mit Gabry Ponte)
- 2020: Paul Is Dead (mit Scooter)
- 2021: Hey Motherfucker (mit Nitti Gritti)
- 2021: Camelot (feat. Smash Mouth)
- 2021: Another Level (feat. Lovespeake)
- 2021: Don't You Want Me (mit Felix)
- 2021: Feel Your Love (mit Dimitri Vegas & Like Mike & Edward Maya)
- 2021: Far From Home (mit Vini Vici & Omiki)
- 2021: Anita (mit Armin van Buuren)
- 2021: Cardio
- 2021: Mosh Pit (mit Dimatik & Overdrive)
- 2021: Never Let Me Go (mit Cascada & Harris & Ford)
- 2021: Friday (mit Blinkie feat. Bright Lights)
- 2021: How To Save A Life (feat. loafers & The High)
- 2021: Dance Tonight (mit Aztek & Darren Styles)
- 2022: Call Me (mit Gabry Ponte & R3hab)
- 2022: Vivaldi (feat. Mariana BO)
- 2022: Lights Go Down
- 2022: Ininna Tora (mit KSHMR & Mildenhaus)
- 2022: Just In Case
- 2022: Turn The Lights Down Low (mit R3hab)
- 2022: Adiemus (mit Lotus)
- 2022: Life Like This
- 2022: We Come 1 (mit Ben Nicky feat. Distorted Dreams)
- 2022: Burn (mit Showtek)
- 2022: The Whistle (mit Steve Aoki & DJ Aligator)
- 2022: Soft Ass Shit (mit Sub Zero Project)
- 2022: Three Little Birds (mit Prezioso & 71 Digits)
- 2022: Party PPL (mit 89ers)
- 2022: Ole Ole (mit Arrow & Rave Republic)
- 2022: Blow It Up (mit INNA & Love Harder)
- 2022: Sweet Caroline (mit Dimitri Vegas & Like Mike & Brennan Heart)
- 2022: Poison (mit R3hab und W&W)
- 2022: La Danse (mit Tungevaag)
- 2023: The Money (mit Dr Phunk & STVW)
- 2023: Mas Que Nada (mit Moonshine & Marnik)
- 2023: Tonight (mit POLTERGST)
- 2023: Revolution (mit Hardwell & Maddix)
- 2023: Dom Dom Yes Yes (mit R3hab & Naeleck)
- 2023: For Those About To Rave (mit Scooter)

### Remixes
- 2010: Goldfish – This Is How It Goes
- 2010: P Money feat. David Dallas & Aaradhna – Say Yeah
- 2010: Radio Ink – Wish You Were Here
- 2011: Potbelleez – Midnight Midnight
- 2011: P Money feat. PNC, Vince Harder, Meryl Cassie & Mz J – Dance with You
- 2014: Quintino & MOTi feat. Taylr Renee – Dynamite
- 2017: Throttle – Baddest Behaviour
- 2019: Tujamo – Drop That Low (When I Dip)
- 2021: Steve Aoki & Willy William – Mambo
- 2021: Dimitri Vegas & Like Mike feat. Vini Vici – Get In Trouble (So What)
- 2021: Hooligan Hefs – Send It!
- 2021: Faul & Wad vs. Pnau – Changes
- 2022: Afrojack & Steve Aoki – No Beef
- 2022: Steve Aoki – Hiroquest Anthem

## Auszeichnungen für Musikverkäufe
| Goldene Schallplatte - Belgien - 2015: für die Single Freaks - Brasilien - 2019: für die Single Metaphor - 2024: für die Single Freaks - Dänemark - 2021: für die Single Oracle - 2025: für die Single Party Till We Die - 2025: für die Single Mad World - Polen - 2023: für die Single Oracle | Platin-Schallplatte - Dänemark - 2021: für die Single Freaks - Niederlande - 2015: für die Single Freaks - Polen - 2024: für die Single Just In Case 2× Platin-Schallplatte - Schweden - 2015: für die Single Freaks |

Anmerkung: Auszeichnungen in Ländern aus den Charttabellen bzw. Chartboxen sind in ebendiesen zu finden.
| Land/RegionAuszeichnungen für Musikverkäufe (Land/Region, Auszeichnungen, Verkäufe, Quellen) | Silber  | Gold     | Platin       | Verkäufe  | Quellen                       |
| -------------------------------------------------------------------------------------------- | ------- | -------- | ------------ | --------- | ----------------------------- |
| Australien (ARIA)                                                                            | —       | —        | 9× Platin9   | 630.000   | aria.com.au                   |
| Belgien (BRMA)                                                                               | —       | Gold1    | —            | 15.000    | ultratop.be                   |
| Brasilien (PMB)                                                                              | —       | 2× Gold2 | —            | 70.000    | pro-musicabr.org.br           |
| Dänemark (IFPI)                                                                              | —       | 3× Gold3 | Platin1      | 225.000   | ifpi.dk                       |
| Neuseeland (RMNZ)                                                                            | —       | —        | 5× Platin5   | 160.000   | aotearoamusiccharts.co.nz NZ2 |
| Niederlande (NVPI)                                                                           | —       | —        | Platin1      | 30.000    | nvpi.nl                       |
| Polen (ZPAV)                                                                                 | —       | Gold1    | Platin1      | 75.000    | olis.pl                       |
| Schweden (IFPI)                                                                              | —       | —        | 2× Platin2   | 80.000    | sverigetopplistan.se          |
| Vereinigte Staaten (RIAA)                                                                    | —       | —        | Platin1      | 1.000.000 | riaa.com                      |
| Vereinigtes Königreich (BPI)                                                                 | Silber1 | —        | —            | 200.000   | bpi.co.uk                     |
| Insgesamt                                                                                    | Silber1 | 7× Gold7 | 20× Platin20 |           |                               |